# 拉克瑟施特克利山
46°52′59″N 9°12′15″E / 46.883097°N 9.20413435°E

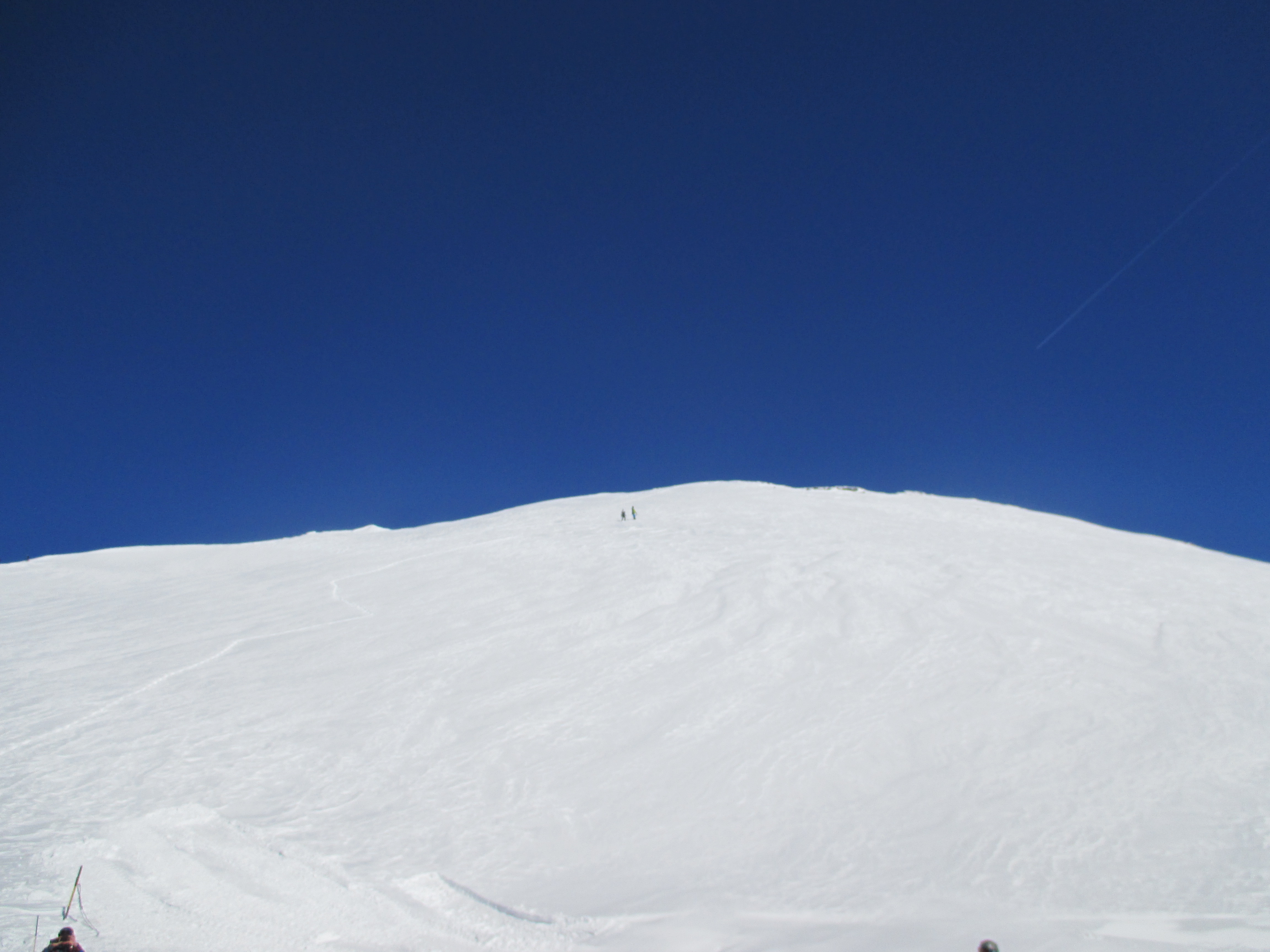

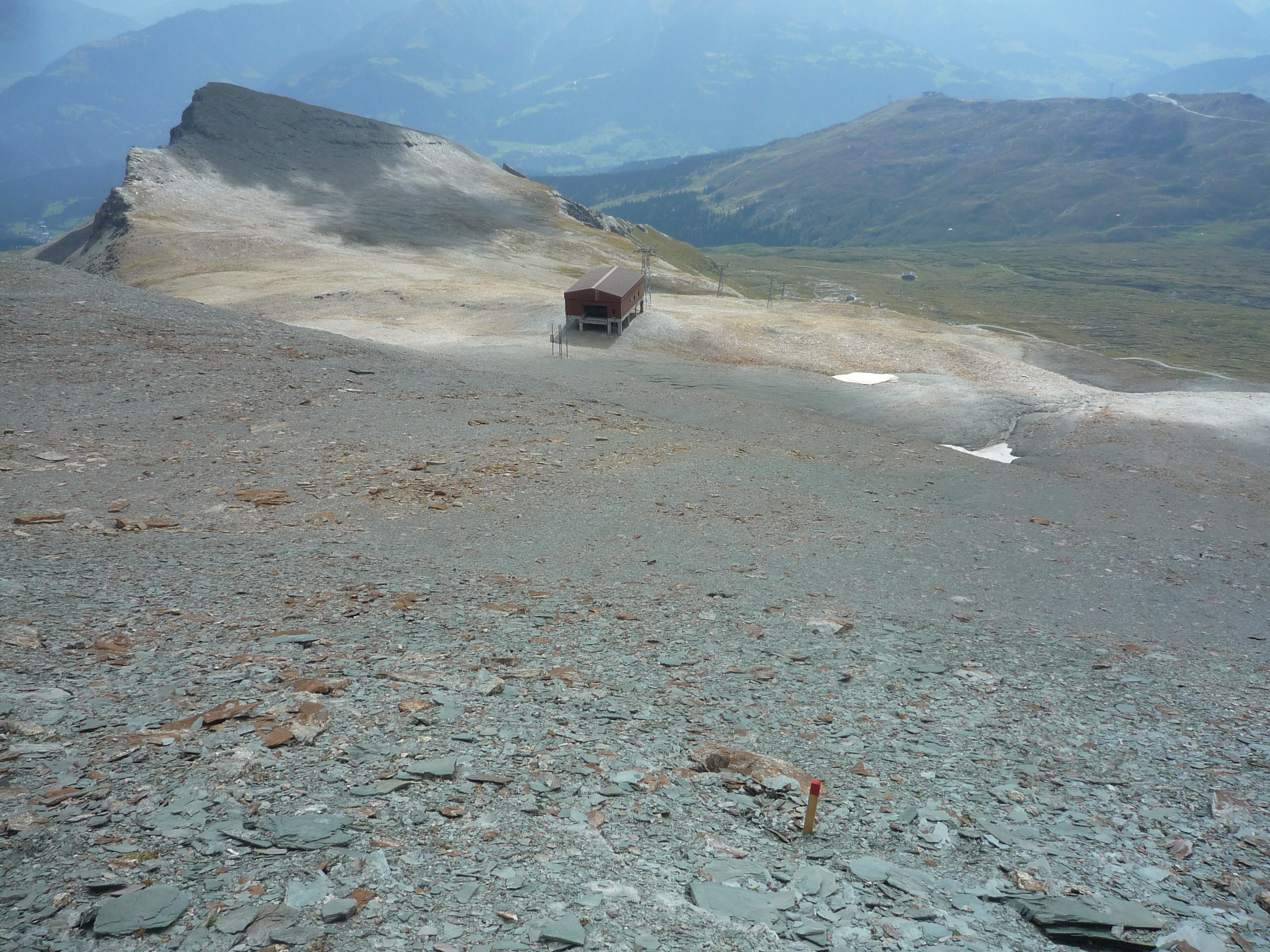

拉克瑟施特克利山（Piz Grisch），是瑞士的山峰，位於該國東南部，由格勞賓登州負責管轄，屬於格拉魯斯山的一部分，距離塞尼亞斯峰3.1公里，海拔高度2,898米。